# Emancipation - Oltre la libertà
Emancipation - Oltre la libertà (Emancipation) è un film del 2022 diretto da Antoine Fuqua.
Il film, con protagonisti Will Smith, Ben Foster e Charmaine Bingwa, è ispirato alla storia vera di Peter il fustigato.

## Trama
Anno 1863, piena guerra di secessione americana. In una piantagione di cotone lo schiavo Peter è seduto sul pavimento, intento a lavare i piedi alla moglie Dodienne circondato dai loro figli. Poco dopo un paio di schiavisti bianchi irrompono nella loro casa trascinando via Peter che non può nemmeno salutare la sua famiglia. Viene rinchiuso in una gabbia insieme ad altri schiavi e portato a Clinton, dove dovrà contribuire alla costruzione della ferrovia per l'esercito sudista. Appena arrivato gli si presenta uno scenario raccapricciante: gli schiavi neri vengono trattati come animali, stremati dal duro lavoro e percossi o torturati regolarmente, dal capo Fassel e dai suoi tirapiedi. Peter cerca di resistere il più possibile ai soprusi giornalieri, come il negargli l'acqua o i carichi di lavoro molto pesanti, addirittura tiene testa a una delle guardie mentre lo rimprovera, attirando su di sé l'attenzione di Fassel, il quale una sera, gli dice che è lui il suo Dio e che egli è come uno dei suoi cani da caccia, pronto ad ubbidire per un pezzo di carne. 
Un giorno durante il rancio Peter parla con altri tre schiavi, Thomas,John e Gordon, dicendogli di aver sentito da uno dei bianchi che Lincoln ha proclamato che gli schiavi sono liberi. Peter vuole raggiungere l'esercito nordista a Baton Rouge, attraverso la palude, per potersi guadagnare la libertà. Il giorno dopo uno degli schiavi ha un malore e si accascia a terra morto. Due guardie ordinano a Peter di portarlo alla fossa comune, egli obbedisce accompagnato dai due uomini; a un certo punto avviene un'esplosione vicino alla ferrovia e Peter ne approfitta per colpire le guardie e fuggire, raggiunto anche da Thomas,John e Gordon che lo hanno visto in lontananza. Anche Fassel si accorge della fuga e con due suoi scagnozzi, fra cui lo schiavo James, ora al servizio di Fassel, sguinzaglia i cani e da inizio a quella che viene chiamata "black hunting"("caccia al negro"). 
I quattro schiavi iniziano a dirigersi verso la palude, ma uno di loro, Thomas, viene raggiunto dai cani di Fassel e assalito; Fassel chiede a Thomas di dirgli dove sono diretti illudendolo con false promesse. Thomas, disperato, gli rivela la destinazione e Fassel lo uccide con un colpo di pistola. Peter, John e Gordon decidono di dividersi e Peter arriva vicino alla casa di una famiglia bianca che sta pranzando fuori nel portico. A un certo punto uno dei membri della famiglia, una bambina, si accorge della presenza di Peter e comincia a gridare "fuggitivo!" e a suonare la campana fuori dall'abitazione. Il suono attira Fassel che si lancia all'inseguimento di Peter. Per riuscire a sfuggirgli, Peter si immerge nello stagno della palude facendo perdere le sue tracce, ma viene attaccato da un coccodrillo con cui ingaggia una lotta furente: Peter ha la meglio, pugnalando ripetutamente il coccodrillo che però, prima di morire, gli lascia conficcati nel torace alcuni dei suoi denti appuntiti. Peter, durante la notte, cerca di estrarli e di curarsi le ferite come può. Un paio di giorni dopo, Peter trova una piccola capanna abbandonata con ancora al suo interno acqua e carne essiccata;riesce anche ad accendere un fuoco per cicatrizzarsi le ferite. Peter si accorge che vicino alla capanna c'è un alveare (il miele ha proprietà curative) così si arrampica sull'albero per raggiungerlo. Mentre è impegnato a raccoglierlo sente i cani di Fassel avvicinarsi, scende velocemente e se ne va a bordo di una barchetta trovata vicino alla capanna medicandosi, nel mentre, le ferite.
Nel frattempo, alla piantagione del capitano John Lyons (il padrone di Peter e Dodienne) la moglie di Peter viene raggiunta, durante il lavoro, dallo schiavista Harrington che le annuncia che il capitano Lyons l'ha venduta a un certo Signor Fabian e dovrà partire assieme a lui fra due giorni, lasciando i figli alla piantagione in balia degli schiavisti e dei loro soprusi. Dodienne è distrutta dalla notizia e cerca di trovare una soluzione per non doverli abbandonare. Peter arriva dall'altro lato della palude e reincontra John, l'altro schiavo con cui era fuggito; sentendo arrivare Fassel i due iniziano a correre e poi si nascondono: Peter nella cavità di un tronco e John in cima ad un albero. I cani fiutano l'odore di John e i cacciatori lo scoprono, Fassel spara a John che cade rovinosamente. Ormai in fin di vita, John viene minacciato da Fassel che vuole sapere dove si trova Peter; John si rifiuta di parlare e Fassel lo sgozza lentamente per poi mozzargli la testa e metterla in un sacco. I cacciatori se ne vanno e Peter ne approfitta per scappare, rendendo prima omaggio al corpo senza testa di John. 
Alla piantagione Lyons, in uno dei fienili che si occupa di smistare il cotone, Dodienne, aiutata dalla figlia Betsy, fa avvenire un incidente con uno dei macchinari (infila la mano nel rullo dentato che sfilaccia il cotone). Uno schiavo "danneggiato" o inabile al lavoro non può più essere messo in vendita. Peter nel frattempo arriva di notte a una casa coloniale dove tutti i suoi proprietari sono morti, molto probabilmente attaccati dall'esercito nordista. Peter entra in casa controllando che non ci sia anima viva, fino a quando non sente il suono di uno strumento musicale provenire da una delle stanze: è una bambina di colore, gravemente ferita, che sperava, così facendo, di cercare aiuto. Peter prende la bambina e la porta fuori dalla casa cercando di darle un po' di conforto nei suoi ultimi momenti di vita. Mentre è impegnato a prendersi cura di lei, uno degli scagnozzi di Fassel, gli punta il fucile alla testa e gli dice di abbandonare la bambina che nel frattempo è morta. Mentre Peter si sta alzando, riesce con uno scatto a disarmare l'uomo bianco e, mentre prende il suo fucile, spara a James, lo schiavo nero al servizio di Fassel arrivato nel frattempo. Prima di morire James cerca pietà da parte di Peter, il quale gli dice che lui è il "peggiore di tutti" e lo finisce con un colpo di badile. Arriva Fassel a cavallo e Peter si nasconde nel campo di granturco, viene raggiunto da uno dei suoi cani a cui spara un colpo di fucile uccidendolo; Fassel, alla vista dell'uccisione di uno dei suoi preziosi animali, prova ancora più rancore nei confronti dello schiavo. 
Arriva il mattino e Peter, dopo una lunga corsa, giunge finalmente a Baton Rouge e sente i colpi di cannone dell'esercito di Lincoln; mentre cerca di avvicinarsi viene colpito a tradimento da Fassel che, una volta sceso da cavallo, gli dice di implorare il suo perdono con una pistola puntata alla testa dello schiavo, ribadendo il concetto che lui è il suo Dio. Viene però colpito a tradimento da un colpo di pistola di un membro dell'esercito nordista, e mentre muore appoggiato a Peter, questi gli risponde che lui non è il suo Dio e lo guarda morire. Peter viene raggiunto dai soldati di colore nordisti che lo soccorrono e lo portano al campo dove lo schiavo viene nutrito e curato. Al campo Peter incontra nuovamente Gordon, riuscito anche lui a raggiungere Baton Rouge senza perdere la vita. 
Peter si dirige al reparto che si occupa degli schiavi neri, dando le sue generalità e chiedendo di potersi ricongiungere alla sua famiglia; il soldato che prende nota gli risponde che al momento lui è considerato come "merce di contrabbando" e che per guadagnarsi la libertà può lavorare in una fattoria federale per un certo periodo di tempo o arruolarsi nell'esercito aiutando la sua famiglia e anche tutti gli altri schiavi, a liberarsi dal dominio dei padroni bianchi. Peter opta per la seconda scelta e mentre aspetta in fila di ricevere la sua divisa, viene raggiunto da un paio di uomini bianchi, due fotografi, che vorrebbero immortalare il suo aspetto (in particolare la sua schiena, caratterizzata da numerose cicatrici derivanti dalle molte frustate ricevute nel corso della sua vita) come simbolo dell'oppressione della schiavitù. La sua foto diventerà celebre in tutto il mondo e sarà presente su numerosi libri di storia. 
Il giorno dopo, Peter insieme al suo plotone, è pronto per attaccare l'esercito sudista. La battaglia inizia: i nordisti vengono presto massacrati dai cannoni dei sudisti, Peter riesce a risollevare l'animo dei suoi compagni, incitandoli a raggiungere i cannoni, e lui e gli altri soldati di colore riescono ad avere la meglio sull'esercito sudista. 
Nella scena successiva si vede l'esercito nordista, con anche Peter e Gordon, arrivare nella piantagione Lyons, prendere possesso di tutti gli animali e le ricchezze della piantagione; il capitano Lyons viene giustiziato sull'ingresso della propria casa e viene comunicato agli schiavi che ora sono liberi e che possono andare dove vogliono. Peter inizia a cercare fra gli schiavi Dodienne e i loro figli, ma quando tutto sembra perduto, eccoli apparire: Doudienne, con la mano fasciata, corre incontro al marito e l'intera famiglia si riunisce in un abbraccio di gioia e speranza per il futuro.

## Produzione
Il 15 giugno 2020 viene annunciato Emancipation, film con Antoine Fuqua alla regia, Will Smith protagonista e basato su una spec script di William N. Collage, la cui storia prende spunto dalla celebre foto di Peter il fustigato.
Will Smith ha guadagnato 35 milioni di dollari per partecipare al film. Lo stesso Will Smith ha pagato di tasca propria le comparse che dovevano impersonare i mucchi di cadaveri presenti nel film, che hanno dovuto girare le scene sotto un caldo torrido.

### Riprese
Le riprese del film si sono svolte a New Orleans dal 12 luglio al 21 agosto 2021, mentre delle riprese aggiuntive sono state effettuate tra novembre e dicembre dello stesso anno.

## Promozione
Il primo trailer del film è stato diffuso il 16 novembre 2022.

## Distribuzione
La pellicola è stata presentata al Congressional Black Caucus Foundation, a Washington, il 1º ottobre 2022 e il 24 ottobre seguente a Los Angeles; nelle sale cinematografiche statunitensi arriva dal 2 dicembre dello stesso anno per poi essere distribuito in tutto il mondo su Apple TV+ dal 9 dicembre.
Apple TV ha ottenuto i diritti di distribuzione del film per 130 milioni di dollari, battendo all'asta altre case come Warner Bros., Metro-Goldwyn-Mayer, Lions Gate e Universal Pictures.

## Riconoscimenti
- 2023 - NAACP Image Award[10]
  - Miglior attore a Will Smith
  - Candidatura per il miglior film